# Justin Francis Rigali
Justin Francis Rigali (sinh 1935) là một Hồng y người Hoa Kỳ của Giáo hội Công giáo Rôma. Ông hiện đảm nhiệm vai trò Hồng y Đẳng Linh mục Nhà thờ S. Prisca. Ông từng đảm nhận vai trò Tổng giám mục đô thành Tổng giáo phận Philadelphia từ năm 2003 cho đến khi hồi hưu tám năm sau đó, năm 2011.
Vốn xuất thân từ Giáo triều Rôma, ông từng đảm nhận nhiều vai trò và chức vụ khác nhau trước khi trở về đảm nhiệm các giáo phận tại Hoa Kỳ. Cụ thể, ông từng đảm nhận các chức danh: Chủ tịch Giáo hoàng Học viện về Nghệ thuật (1985–1989), Tổng Thư ký Thánh bộ Giám mục (1989–1994), Tổng Thư ký Hồng y Đoàn (1990–1994). Sau đó, ông trở về quê hương Hoa Kỳ và đảm nhiệm các chức danh: Tổng giám mục đô thành Tổng giáo phận Saint Louis (1994–2003), Tổng giám mục đô thành Tổng giáo phận Philadelphia (2003–2011) và Giám quản Tông Tòa Giáo phận Scranton (2009–2010). Ông được vinh thăng Hồng y năm 2003 bởi Giáo hoàng Gioan Phaolô II.

## Tiểu sử
Hồng y Justin Francis Rigali sinh ngày 19 tháng 4 năm 1935 tại Los Angeles, California, Hoa Kỳ. Sau quá trình tu học dài hạn tại các cơ sở chủng viện theo quy định của Giáo luật, ngày 25 tháng 4 năm 1961, Phó tế Rigali, 26 tuổi, tiến đến việc được truyền chức linh mục. Cử hành nghi thức truyền chức cho tân linh mục được cử hành bởi Hồng y James Francis Aloysius McIntyre, Tổng giám mục đô thành Tổng giáo phận Los Angeles, California. Tân linh mục cũng chính là thành viên linh mục đoàn Giáo phận này.
Sau gần 25 năm thi hành các công việc mục vụ trên cương vị và thẩm quyền của một linh mục, ngày 8 tháng 6 năm 1985, Tòa Thánh loan tin Giáo hoàng đã quyết định tuyển chọn linh mục Justin Francis Rigali, 50 tuổi, gia nhập Giám mục đoàn Công giáo Hoàn vũ, với vị trí được bổ nhiệm là Tổng giám mục Hiệu tòa Volsinium, Chủ tịch Giáo hoàng Học viện về Nghệ thuật. Lễ tấn phong cho vị giám mục tân cử được tổ chức sau đó vào ngày 14 tháng 9 cùng năm, với phần nghi thức truyền chức chính yếu được cử hành cách trọng thể bởi 3 giáo sĩ cấp cao, gồm vị chủ phong là đương kim giáo hoàng, Giáo hoàng Gioan Phaolô II; hai vị giáo sĩ còn lại, với vai trò phụ phong gồm có Tổng giám mục Eduardo Martínez Somalo, Thành viên Văn phòng Phủ Quốc vụ khanh Tòa Thánh và Tổng giám mục Achille Silvestrini, Ngoại trưởng Tòa Thánh. Tân giám mục chọn cho mình khẩu hiệu: VERBUM CARO FACTUM EST.
Nhiệm vụ 4 năm tại Giáo hoàng Học viện về Nghệ thuật bằng quyết định từ phía Tòa Thánh, ấn ký ngày 21 tháng 12 năm 1989, qua đó quyết định bổ nhiệm Tổng giám mục Rigali vào chức vụ mới, Tổng Thư ký Thánh bộ Giám mục. Sau đó ít ngày, ông lại được bổ nhiệm vào vị trí Tổng Thư ký Hồng y đoàn, việc bổ nhiệm được công bố vào ngay 2 tháng 1 năm 1990.
Rigali tiếp tục đảm đương các nhiệm vụ trong Giáo triều Rôma trong bố năm, trước khi được đều chuyển trở về quê hương Hoa Kỳ đảm đương vị trí Tổng giám mục đô thành Tổng giáo phận Saint Louis, từ ngày 25 tháng 1 năm 1994. Tân tổng giám mục đã đến cử hành các nghi thức nhận chức vụ và giáo phận mới sau đó vào ngày 16 tháng 3 cùng năm.
Gần 10 năm sau khi được bổ nhiệm làm Tổng giám mục đô thành Tổng giáo phận Saint Louis, Tòa Thánh ra quyết định điều chuyển Tổng giám mục Rigali đến nhiệm sở khác, lần này là Tổng giáo phận Philadelphia, với vị trí tương đương tại giáo phận cũ là Tổng giám mục đô thành. Thông tin bổ nhiệm được chính thức công bố ngày 15 tháng 7 năm 2003 và Tân Tổng giám mục Philadelphia đã cử hành các nghi thức nhận chức vụ cũng như giáo phận sau đó vào ngày 7 tháng 10 cùng năm. Chỉ vài ngày sau khi nhận nhiệm vụ chính thức, bằng Công nghị Hồng y năm 2003 tổ chức ngày 21 tháng 10, Giáo hoàng Gioan Phaolô II vinh thăng tổng giám mục Justin Francis Rigali tước vị danh dự hồng y. Tân Hồng y có phẩm trật Hồng y Đẳng Linh mục và Nhà thờ hiệu tòa được chỉ định là Nhà thờ S. Prisca. Tân hồng y cử hành nghi thức nhận nhà thờ hiệu tòa sau đó vào ngày 9 tháng 5 năm 2004.
Từ ngày 31 tháng 8 năm 2009 đến ngày 23 tháng 2 năm 2010, ông kiêm nhiệm thêm nhiệm vụ Giám quản Tông Tòa Giáo phận Scranton.
Ngày 19 tháng 7 năm 2011, Tòa Thánh chấp thuận đơn xin về hưu của ông vì quy định tuổi tác, theo Giáo luật.